# USS Hampton (SSN-767)
Za druga plovila z istim imenom glejte USS Hampton.
USS Hampton (SSN-767) je jedrska jurišna podmornica razreda los angeles.